# Attentat du 22 avril 2022 à Mogadiscio
Pour les articles homonymes, voir Attentat de Mogadiscio.
L'attentat du 22 avril 2022 à Mogadiscio est un attentat-suicide survenu le 22 avril 2022 dans un restaurant de Mogadiscio, en Somalie. Le bilan est d'au moins six personnes tuées.

## Déroulement
Le Pescatore Seafood Restaurant avait récemment ouvert dans la zone balnéaire de Lido Beach (en). 
De nombreux législateurs et policiers se trouvaient au restaurant au moment de l'explosion, mais aucun n'a été blessé.

## Réactions
Al-Shabaab a revendiqué la responsabilité de l'attaque.